# Юлівієска
Юлівієска (фін. Ylivieska) — місто в провінції Північна Пох'янмаа в губернії Оулу в Фінляндії.
Населення міста 14 064 особи (2010); загальна площа 573,14 км², з яких площа водної поверхні — 4,56 км².

## Населення
Населення міста за даними на 2012 рік становить 14 307 осіб. Щільність населення — 25,16 осіб/км². Офіційна мова — фінська, є рідною для 99,2 % населення громади. 0,2 % населення вважають рідною шведську мову і ще 0,7 % — інші мови. Частка осіб у віці до 15 років становить 20,6 %, а частка осіб після 65 років — 14,4 %.